# هانو کانکونن
هانو کانکونن (فنلاندی: Hannu Kankkonen; ۲۶ ژانویهٔ ۱۹۳۴ – ۲۳ سپتامبر ۲۰۱۳) بازیکن فوتبال اهل فنلاند بود.
وی همچنین در تیم ملی فوتبال فنلاند بازی کرده‌است.